# Lviv oblast
Lviv oblast är ett oblast (provins) i västra Ukraina. Huvudort är Lviv. Andra större städer är Vynnyky och Zolotjiv.

## Historia
Området tillhör den historiska regionen Galizien och har behärskats av kungariket Galizien-Volynien (1200- till 1300-talet) det Polsk-litauiska samväldet (1340–1772), Österrike-Ungern (1772–1918) och Polen (1918–1939). Området har en betydande ukrainsk befolkning som utropade den kortlivade Västukrainska folkrepubliken.
Under Polsk-sovjetiska kriget 1939 införlivades området med Ukrainska SSR och området drabbades hårt av den tyska invasionen 1941–1945. Inför Sovjetunionens seger över Tyskland i andra världskriget bekräftade Teherankonferensen införlivandet av området med Ukrainska SSR.